# Rashid Sidek
Rashid Sidek (* 8. července 1968, Banting) je bývalý malajsijský badmintonista. V roce 1997 se stal světovou badmintonovou jedničkou. Získal bronzovou medaili na olympijských hrách v Atlantě roku 1996, v soutěži jednotlivců. V roce 1992 vyhrál badmintonový Turnaj mistrů (dnes již zrušený). Ve stejném roce s národním malajsiským týmem vyhrál Thomas Cup (obdobu tenisového Davis Cupu). Třikrát vyhrál Malaysia Open (1990, 1991, 1992), jednou Brunei Open (1995) a jednou German Open (1996). Kariéru ukončil roku 2000 a stal se poté trenérem národního týmu Malajsie. Je nejmladším z pěti bratrů, kteří se všichni úspěšně věnovali badmintonu, jejich otec Sidek Abdullah Kamar byl rovněž badmintonistou.